# Radeon
Radeon (/ˈreɪdiɒn/) é uma marca de produtos de computador, incluindo unidades de processamento gráfico, memória de acesso aleatório, software de RAM drive e unidades de estado sólido, produzidas pelo Radeon Technologies Group, uma divisão da AMD. A marca foi lançada em 2000 pela ATI Technologies, que foi adquirida pela AMD em 2006 por US$ 5,4 bilhões.

## Radeon Graphics
Radeon Graphics é o sucessor da linha Rage. Três famílias diferentes de microarquiteturas podem ser aproximadamente distinguidas, a família de pipeline fixo, o modelo de shader unificado - famílias de TeraScale e Graphics Core Next. A ATI/AMD desenvolveu diferentes tecnologias, como TruForm, HyperMemory, HyperZ, XGP, Eyefinity para configurações de vários monitores, PowerPlay para economia de energia, CrossFire (para multi-GPU) ou Hybrid Graphics. Uma variedade de Blocos SIP também podem ser encontrados em alguns modelos da linha de produtos Radeon: Unified Video Decoder, Video Coding Engine e TrueAudio.
A marca era anteriormente conhecida apenas como "ATI Radeon" até agosto de 2010, quando foi renomeada para aumentar o reconhecimento da marca AMD em escala global. Produtos até e incluindo a série HD 5000 são marcados como ATI Radeon, enquanto a série HD 6000 e além usam a nova marca AMD Radeon.
Em 11 de setembro de 2015, os negócios de GPU da AMD foram divididos em uma unidade separada conhecida como Radeon Technologies Group, com Raja Koduri como vice-presidente sênior e arquiteto-chefe.

### Marcas de placas gráficas Radeon
A AMD não distribui placas Radeon diretamente aos consumidores (embora algumas exceções possam ser encontradas). Em vez disso, vende GPUs Radeon para fabricantes terceirizados, que constroem e vendem as placas de vídeo baseadas em Radeon para OEM e canais de varejo. Os fabricantes das placas Radeon - alguns dos quais também fabricam placas-mãe - incluem ASRock, Asus, Biostar, Club 3D, Diamond, Force3D, Gainward, Gigabyte, HIS, MSI, PowerColor, Sapphire, VisionTek e XFX.

## Gerações de processadores gráficos
| 2000 | Radeon R100      |
| 2001 | Radeon R200      |
| 2002 | Radeon R300      |
| 2003 |                  |
| 2004 | Radeon R400      |
| 2005 | Radeon R500      |
| 2006 |                  |
| 2007 | Radeon R600      |
| 2007 | Radeon RV670     |
| 2008 | Radeon R700      |
| 2009 | Evergreen        |
| 2010 | Northern Islands |
| 2011 |                  |
| 2012 | Southern Islands |
| 2013 | Sea Islands      |
| 2014 |                  |
| 2015 | Volcanic Islands |
| 2016 | Arctic Islands   |
| 2017 | Vega             |
| 2018 |                  |
| 2019 | Navi             |
| 2020 | Navi 2X          |
| 2021 |                  |
| 2022 | Navi 3X          |

As primeiras gerações foram identificadas com um número e um prefixo alfabético maior/menor. Gerações posteriores receberam codinomes. Arquiteturas novas ou fortemente redesenhadas têm um prefixo de R (por exemplo, R300 ou R600), enquanto pequenas modificações são indicadas pelo prefixo RV (por exemplo, RV370 ou RV635).
A primeira arquitetura derivada, RV200, não seguiu o esquema usado pelas partes posteriores.

### Família pipeline fixo

#### R100/RV200
O Radeon, introduzido pela primeira vez em 2000, foi o primeiro processador gráfico da ATI totalmente compatível com DirectX 7. O R100 trouxe grandes ganhos em largura de banda e eficiência de taxa de preenchimento por meio da nova tecnologia HyperZ.
O RV200 era um die-shrink do antigo R100 com alguns ajustes lógicos básicos para clockspeed, introduzido em 2002. O único lançamento nesta geração foi o Radeon 7500, que introduziu poucos novos recursos, mas ofereceu melhorias substanciais de desempenho em relação ao seu antecessores.

#### R200
A Radeon de segunda geração da ATI incluía uma sofisticada arquitetura de pixel shader. Este chipset implementou a especificação pixel shader 1.4 da Microsoft pela primeira vez.
Seu desempenho em relação aos concorrentes foi amplamente percebido como fraco e as revisões subsequentes desta geração foram canceladas para focar no desenvolvimento da próxima geração.

#### R300/R350
O R300 foi o primeiro GPU a oferecer suporte total à tecnologia DirectX 9.0 da Microsoft em seu lançamento em 2001. Incorporava sombreadores de pixel e vértice totalmente programáveis.
Cerca de um ano depois, a arquitetura foi revisada para permitir frequências mais altas, acesso mais eficiente à memória e várias outras melhorias na família R350. Uma linha de orçamento de produtos RV350 foi baseada neste design atualizado com alguns elementos desabilitados ou removidos.
Os modelos que usam a nova interface PCI Express foram lançados em 2004. Usando tecnologias de fabricação de 110 nm e 130 nm sob os nomes X300 e X600, respectivamente, os processadores gráficos RV370 e RV380 foram amplamente usados pelos fabricantes de PCs de consumo.

#### R420
Embora fortemente baseada na geração anterior, esta linha incluía extensões para o conjunto de recursos do Shader Model 2. O Shader Model 2b, a especificação que a ATI e a Microsoft definiram com esta geração, oferecia um pouco mais de flexibilidade do programa de sombreamento.

#### R520
Série DirectX 9.0c de placas gráficas da ATI, com suporte completo ao shader Model 3.0. Lançada em outubro de 2005, esta série trouxe vários aprimoramentos, incluindo a tecnologia de destino de renderização de ponto flutuante necessária para renderização HDR com anti-aliasing.

### Família TeraScale

#### R600
A primeira série de GPUs da ATI para substituir o antigo pipeline fixo e implementar o modelo de shader unificado. As revisões subsequentes ajustaram o design para maior desempenho e eficiência energética, resultando na série ATI Mobility Radeon HD para computadores móveis.

#### R700
Baseado na arquitetura R600. Principalmente reforçado com muito mais processadores stream, com melhorias no consumo de energia e suporte GDDR5 para os chips high-end RV770 e RV740(HD4770). Ele chegou no final de junho de 2008. O HD 4850 e o HD 4870 têm 800 processadores stream e memória GDDR3 e GDDR5, respectivamente. O 4890 foi uma atualização do 4870 com a mesma quantidade de processadores de fluxo, mas com taxas de clock mais altas devido a refinamentos. O 4870x2 tem 1600 processadores de fluxo e memória GDDR5 em um barramento de memória eficaz de 512 bits com largura de banda de memória de vídeo de 230,4 Gbit/s disponível.

#### Evergreen
A série foi lançada em 23 de setembro de 2009. Apresentava um processo de fabricação de 40 nm para toda a linha de produtos (somente o HD4770 (RV740) foi construído neste processo anteriormente), com mais núcleos de fluxo e compatibilidade com a próxima versão principal do DirectX API, DirectX 11, lançado em 22 de outubro de 2009 junto com o Microsoft Windows 7. O esquema de codinome Rxxx/RVxxx foi totalmente descartado. O lançamento inicial consistia apenas nos modelos 5870 e 5850. A ATI lançou drivers beta que introduziram suporte completo ao OpenGL 4.0 em todas as variantes desta série em março de 2010.

#### Northern Islands

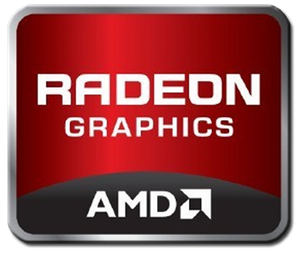
Logo Radeon de 2011 a 2013

Esta é a primeira série a ser comercializada exclusivamente sob a marca "AMD". Ele apresenta um design de 40 nm de 3ª geração, reequilibrando a arquitetura existente com shaders redesenhados para proporcionar melhor desempenho. Foi lançado primeiro em 22 de outubro de 2010, na forma de 6850 e 6870. A saída 3D é habilitada com saídas HDMI 1.4a e DisplayPort 1.2.

### Família Graphics Core Next

Logotipo AMD Radeon de 26 de maio de 2016 a 27 de outubro de 2020

#### Southern Islands
"Southern Islands" foi a primeira série a apresentar a nova microarquitetura de computação conhecida como "Graphics Core Next" (GCN). GCN foi usado entre as placas de ponta, enquanto a arquitetura VLIW5 utilizada na geração anterior foi usada na ponta inferior, produtos OEM. No entanto, a Radeon HD 7790 usa GCN 2, e foi o primeiro produto da série a ser lançado pela AMD em 9 de janeiro de 2012.

#### Sea Islands
As "Sea Islands" eram reemblemas OEM da série 7000, com apenas três produtos, com o nome de código Oland, disponíveis para varejo em geral. A série, assim como as "Ilhas do Sul", usou uma mistura de modelos VLIW5 e modelos GCN para seus produtos de desktop.

#### Volcanic Islands
As GPUs "Volcanic Islands" foram introduzidas com o AMD Radeon Rx 200 Series e foram lançadas pela primeira vez no final de 2013. A linha Radeon Rx 200 é baseada principalmente na arquitetura GCN da AMD, com a extremidade inferior, placas OEM ainda usando VLIW5. A maioria dos produtos de desktop usa GCN 1, enquanto o R9 290x/290 e o R7 260X/260 usam GCN 2 e apenas o R9 285 usa o novo GCN 3.

#### Caribbean Islands
As GPUs com o codinome "Caribbean Islands" foram introduzidas com o AMD Radeon Rx 300 Series, lançado em 2015. Esta série foi a primeira a usar apenas modelos baseados em GCN, variando de GCN 1st a GCN 3rd Gen, incluindo o GCN 3-based Modelos de arquitetura Fiji chamados Fury X, Fury, Nano e Radeon Pro Duo.

#### Arctic Islands
As GPUs com o codinome "Arctic Islands" foram introduzidas pela primeira vez com a série Radeon RX 400 em junho de 2016 com o anúncio da RX 480. Essas placas foram as primeiras a usar os novos chips Polaris que implementam GCN 4th Gen no processo fab de 14 nm. A série RX 500 lançada em abril de 2017 também usa chips Polaris.

#### RDNA 1
Em 27 de maio de 2019, na Computex 2019, a AMD anunciou a nova microarquitetura gráfica 'RDNA' graphics micro-architecture, que sucederá a microarquitetura Graphics Core Next. Esta é a base para as placas gráficas da série Radeon RX 5700, as primeiras a serem construídas sob o codinome 'Navi'. Essas placas apresentam GDDR6 SGRAM e suporte PCI Express 4.0.

#### RDNA 2
Em 5 de março de 2020, a AMD anunciou publicamente seu plano de lançar uma "atualização" da microarquitetura RDNA. Apelidado de arquitetura RDNA 2, foi declaradocomo sucesso da microarquitetura RDNA de primeira geração e foi inicialmente agendado para lançamento no quarto trimestre de 2020. RDNA 2 foi confirmado como a microarquitetura gráfica apresentada nos consoles Xbox Series X e Series S da Microsoft, e PlayStation 5 da Sony, com ajustes proprietários e diferentes configurações de GPU na implementação de cada sistema.
A AMD revelou a série Radeon RX 6000, suas placas gráficas RDNA 2 de última geração em um evento online em 28 de outubro de 2020. A programação consiste no RX 6800, RX 6800 XT e RX 6900 XT. O RX 6800 e o 6800 XT foram lançados em 18 de novembro de 2020, com o RX 6900 XT sendo lançado em 8 de dezembro de 2020. Outras variantes, incluindo uma série Radeon RX 6700 (XT) baseada no Navi 22, lançadas em 18 de março de 2021, uma série Radeon RX 6600(XT) baseada no Navi 23, lançada em 11 de agosto de 2021 (que é a data de lançamento do 6600XT, o RX 6600 lançado em 13 de outubro de 2021) e uma Radeon RX 6500(XT), lançado em 19 de janeiro de 2022.

### Visão geral da API
Algumas gerações diferem de seus antecessores principalmente devido a melhorias arquitetônicas, enquanto outras foram adaptadas principalmente a novos processos de fabricação com menos alterações funcionais. A tabela abaixo resume as APIs suportadas em cada geração do Radeon. Veja também os produtos das marcas AMD FireStream e AMD FirePro.
A tabela a seguir mostra os gráficos e o suporte de APIs de computação nas microarquiteturas de GPU da AMD. Observe que uma série de marcas pode incluir chips de geração mais antiga.
| Série de chips   | Microarquitetura                          | Fab                  | APIs compatíveis | APIs compatíveis | APIs compatíveis          | APIs compatíveis  | APIs compatíveis                                              | Suporte AMD | Ano introduzido | Introduzido com                         |
| Série de chips   | Microarquitetura                          | Fab                  | Renderização     | Renderização     | Renderização              | Computação / ROCm | Computação / ROCm                                             | Suporte AMD | Ano introduzido | Introduzido com                         |
| Série de chips   | Microarquitetura                          | Fab                  | Vulkan           | OpenGL           | Direct3D                  | HSA               | OpenCL                                                        | Suporte AMD | Ano introduzido | Introduzido com                         |
| ---------------- | ----------------------------------------- | -------------------- | ---------------- | ---------------- | ------------------------- | ----------------- | ------------------------------------------------------------- | ----------- | --------------- | --------------------------------------- |
| Wonder           | Pipeline fixo                             | 1000 nm 800 nm       | —                | —                | —                         | —                 | —                                                             | Terminou    | 1986            |                                         |
| Mach             | Pipeline fixo                             | 800 nm 600 nm        | —                | —                | —                         | —                 | —                                                             | Terminou    | 1991            |                                         |
| 3D Rage          | Pipeline fixo                             | 500 nm               | —                | —                | 5.0                       | —                 | —                                                             | Terminou    | 1996            | 3D Rage                                 |
| Rage Pro         | Pipeline fixo                             | 350 nm               | —                | 1.1              | 6.0                       | —                 | —                                                             | Terminou    | 1997            | Rage Pro                                |
| Rage 128         | Pipeline fixo                             | 250 nm               | —                | 1.2              | 6.0                       | —                 | —                                                             | Terminou    | 1998            | Rage 128 GL/VR                          |
| R100             | Pipeline fixo                             | 180 nm 150 nm        | —                | 1.3              | 7.0                       | —                 | —                                                             | Terminou    | 2000            | Radeon                                  |
| R200             | Pipelines de pixel e vértice programáveis | 150 nm               | —                | 1.3              | 8.1                       | —                 | —                                                             | Terminou    | 2001            | Radeon 8500                             |
| R300             | Pipelines de pixel e vértice programáveis | 150 nm 130 nm 110 nm | —                | 2.0              | 9.0 11 (FL 9_2)           | —                 | —                                                             | Terminou    | 2002            | Radeon 9700                             |
| R420             | Pipelines de pixel e vértice programáveis | 130 nm 110 nm        | —                | 2.0              | 9.0b 11 (FL 9_2)          | —                 | —                                                             | Terminou    | 2004            | Radeon X800                             |
| R520             | Pipelines de pixel e vértice programáveis | 90 nm 80 nm          | —                | 2.0              | 9.0c 11 (FL 9_3)          | —                 | —                                                             | Terminou    | 2005            | Radeon X1800                            |
| R600             | TeraScale 1                               | 80 nm 65 nm          | —                | 3.3              | 10.0 11 (FL 10_0)         | —                 | ATI Stream                                                    | Terminou    | 2007            | Radeon HD 2900 XT                       |
| RV670            | TeraScale 1                               | 55 nm                | —                | 3.3              | 10.1 11 (FL 10_1)         | —                 | ATI Stream APP                                                | Terminou    | 2007            | Radeon HD 3850/3870                     |
| RV770            | TeraScale 1                               | 55 nm 40 nm          | —                | 3.3              | 10.1 11 (FL 10_1)         | —                 | 1.0                                                           | Terminou    | 2008            | Radeon HD 4850/4870                     |
| Evergreen        | TeraScale 2                               | 40 nm                | —                | 4.5 (Linux 4.2)  | 11 (FL 11_0)              | —                 | 1.2                                                           | Terminou    | 2009            | Radeon HD 5850/5870                     |
| Northern Islands | TeraScale 2 TeraScale 3                   | 40 nm                | —                | 4.5 (Linux 4.2)  | 11 (FL 11_0)              | —                 | 1.2                                                           | Terminou    | 2010            | Radeon HD 6850/6870 Radeon HD 6950/6970 |
| Southern Islands | GCN 1st gen                               | 28 nm                | 1.0              | 4.6              | 11 (FL 11_1) 12 (FL11_1)  | Yes               | 1.2 2.0 possível                                              | Terminou    | 2012            | Radeon HD 7950/7970                     |
| Sea Islands      | GCN 2nd gen                               | 28 nm                | 1.2              | 4.6              | 11 (FL 12_0) 12 (FL 12_0) | Yes               | 2.0 (1.2 em MacOS, Linux) 2.1 Beta em Linux ROCm 2.2 possível | Terminou    | 2013            | Radeon HD 7790                          |
| Volcanic Islands | GCN 3rd gen                               | 28 nm                | 1.2              | 4.6              | 11 (FL 12_0) 12 (FL 12_0) | Yes               | 2.0 (1.2 em MacOS, Linux) 2.1 Beta em Linux ROCm 2.2 possível | Terminou    | 2014            | Radeon R9 285                           |
| Polaris          | GCN 4th gen                               | 14 nm                | 1.2              | 4.6              | 11 (FL 12_0) 12 (FL 12_0) | Yes               | 2.0 (1.2 em MacOS, Linux) 2.1 Beta em Linux ROCm 2.2 possível | Atual       | 2016            | Radeon RX 480                           |
| Vega             | GCN 5th gen                               | 14 nm 7 nm           | 1.2 1.3 possível | 4.6              | 11 (FL 12_1) 12 (FL 12_1) | Yes               | 2.0 (1.2 em MacOS, Linux) 2.1 Beta em Linux ROCm 2.2 possível | Atual       | 2017            | Radeon Vega Frontier Edition            |
| Navi             | RDNA                                      | 7 nm                 | 1.2 1.3 possível | 4.6              | 11 (FL 12_1) 12 (FL 12_1) | Yes               | 2.0 (1.2 em MacOS, Linux) 2.1 Beta em Linux ROCm 2.2 possível | Atual       | 2019            | Radeon RX 5700 (XT)                     |
| Navi 2X          | RDNA 2                                    | 7 nm 6 nm            | 1.2 1.3 possível | 4.6              | 11 (FL 12_1) 12 (FL 12_2) | Yes               | 2.0 (1.2 em MacOS, Linux) 2.1 Beta em Linux ROCm 2.2 possível | Atual       | 2020            | Radeon RX 6800 (XT)                     |
| Navi 3X          | RDNA 3                                    | 6 nm 5 nm            | 1.3              | 4.6              | 11 (FL 12_1) 12 (FL 12_2) | ?                 | ?                                                             | Atual       | 2022            | Radeon RX 7900 XT(X)                    |

1. ↑  Radeon 7000 tem sombreadores de pixel programáveis, mas não são totalmente compatíveis com DirectX 8 ou Pixel Shader 1.0. Veja o artigo sobre Pixel shaders do R100.
2. ↑  Essas séries não são totalmente compatíveis com OpenGL 2+, pois o hardware não oferece suporte a todos os tipos de texturas não-potência de dois (NPOT).
3. ↑  A conformidade com OpenGL 4+ requer suporte a shaders FP64 e estes são emulados em alguns chips TeraScale usando hardware de 32 bits.

### Visão geral do recurso
A tabela a seguir mostra os recursos das GPUs da AMD / ATI (consulte também: Lista de unidades de processamento gráfico da AMD).
| Lançamento                   | 1986                        | 1991                       | Abril 1996                 | Março 1997                 | Agosto 1998                | Abril 2000                 | Agosto 2001                              | Setembro 2002                            | Maio 2004                                | Outubro 2005                             | Maio 2007                        | Novembro 2007                    | Junho 2008                       | Setembro 2009                                           | Outubro 2010                                                               | Janeiro 2012                                            | Setembro 2013 | Junho 2015 | Junho 2016, Abril 2017, Agosto 2019                                                                                  | Junho 2017, Fevereiro 2019                                                                                           | Julho 2019                                                                                          | Novembro 2020                                                                                       | Dezembro 2022                      |       |       |       |
| Nome de marketing            | Wonder                      | Mach                       | 3D Rage                    | Rage Pro                   | Rage 128                   | Radeon 7000                | Radeon 8000                              | Radeon 9000                              | Radeon X700/X800                         | Radeon X1000                             | Radeon HD 2000                   | Radeon HD 3000                   | Radeon HD 4000                   | Radeon HD 5000                                          | Radeon HD 6000                                                             | Radeon HD 7000                                          | Radeon 200 | Radeon 300 | Radeon 400/500/600                                                                                                   | Radeon RX Vega, Radeon VII                                                                                           | Radeon RX 5000                                                                                      | Radeon RX 6000                                                                                      | Radeon RX 7000                     |       |       |       |
| Suporte AMD                  | Terminou                    | Terminou                   | Terminou                   | Terminou                   | Terminou                   | Terminou                   | Terminou                                 | Terminou                                 | Terminou                                 | Terminou                                 | Terminou                         | Terminou                         | Terminou                         | Terminou                                                | Terminou                                                                   | Terminou                                                | Terminou | Terminou | Atual | Atual | Atual                                                                                               | Atual                                                                                               | Atual                              | Atual | Atual | Atual |
| Tipo                         | 2D                          | 2D                         | 3D                         | 3D                         | 3D                         | 3D                         | 3D                                       | 3D                                       | 3D                                       | 3D                                       | 3D                               | 3D                               | 3D                               | 3D                                                      | 3D                                                                         | 3D                                                      | 3D | 3D | 3D | 3D | 3D                                                                                                  | 3D                                                                                                  | 3D                                 |       |       |       |
| Conjunto de instruções       | Não conhecido publicamente  | Não conhecido publicamente | Não conhecido publicamente | Não conhecido publicamente | Não conhecido publicamente | Não conhecido publicamente | Não conhecido publicamente               | Não conhecido publicamente               | Não conhecido publicamente               | Não conhecido publicamente               | Conjunto de instruções TeraScale | Conjunto de instruções TeraScale | Conjunto de instruções TeraScale | Conjunto de instruções TeraScale                        | Conjunto de instruções TeraScale                                           | Conjunto de instruções GCN                              | Conjunto de instruções GCN                                                                                           | Conjunto de instruções GCN                                                                                           | Conjunto de instruções GCN                                                                                           | Conjunto de instruções GCN                                                                                           | Conjunto de instruções RDNA                                                                         | Conjunto de instruções RDNA                                                                         | Conjunto de instruções RDNA        |       |       |       |
| Microarquitetura             | Não conhecido publicamente  | Não conhecido publicamente | Não conhecido publicamente | Não conhecido publicamente | Não conhecido publicamente | Não conhecido publicamente | Não conhecido publicamente               | Não conhecido publicamente               | Não conhecido publicamente               | Não conhecido publicamente               | TeraScale 1 (VLIW)               | TeraScale 1 (VLIW)               | TeraScale 1 (VLIW)               | TeraScale 2 (VLIW5)                                     | \| TeraScale 2 (VLIW5) até 68xx \| TeraScale 3 (VLIW4) em 69xx [36][37] \| | GCN 1st gen                                             | GCN 2nd gen | GCN 3rd gen | GCN 4th gen | GCN 5th gen | RDNA                                                                                                | RDNA 2                                                                                              | RDNA 3                             |       |       |       |
| Tipo                         | Pipieline fixo              | Pipieline fixo             | Pipieline fixo             | Pipieline fixo             | Pipieline fixo             | Pipieline fixo             | Pipelies de pixel e vértice programáveis | Pipelies de pixel e vértice programáveis | Pipelies de pixel e vértice programáveis | Pipelies de pixel e vértice programáveis | Modelo de shader unificado       | Modelo de shader unificado       | Modelo de shader unificado       | Modelo de shader unificado                              | Modelo de shader unificado                                                 | Modelo de shader unificado                              | Modelo de shader unificado                                                                                           | Modelo de shader unificado                                                                                           | Modelo de shader unificado                                                                                           | Modelo de shader unificado                                                                                           | Modelo de shader unificado                                                                          | Modelo de shader unificado                                                                          | Modelo de shader unificado         |       |       |       |
| Direct3D                     | —                           | —                          | 5.0                        | 6.0                        | 6.0                        | 7.0                        | 8.1                                      | 9.0 11 (9_2)                             | 9.0b 11 (9_2)                            | 9.0c 11 (9_3)                            | 10.0 11 (10_0)                   | 10.1 11 (10_1)                   | 10.1 11 (10_1)                   | 11 (11_0)                                               | 11 (11_0)                                                                  | 11 (11_1) 12 (11_1)                                     | 11 (12_0) 12 (12_0)                                                                                                  | 11 (12_0) 12 (12_0)                                                                                                  | 11 (12_0) 12 (12_0)                                                                                                  | 11 (12_1) 12 (12_1)                                                                                                  | 11 (12_1) 12 (12_1)                                                                                 | 11 (12_1) 12 (12_2)                                                                                 | 11 (12_1) 12 (12_2)                |       |       |       |
| Modelo de shader             | —                           | —                          | —                          | —                          | —                          | —                          | 1.4                                      | 2.0+                                     | 2.0b                                     | 3.0                                      | 4.0                              | 4.1                              | 4.1                              | 5.0                                                     | 5.0                                                                        | 5.1                                                     | 5.1 6.5 | 5.1 6.5 | 5.1 6.5 | 6.7 | 6.7                                                                                                 | 6.7                                                                                                 | 6.7                                |       |       |       |
| OpenGL                       | —                           | —                          | —                          | 1.1                        | 1.2                        | 1.3                        | 1.3                                      | 2.1                                      | 2.1                                      | 2.1                                      | 3.3                              | 3.3                              | 3.3                              | 4.5 (no Linux: 4.5 (Mesa 3D 21.0))                      | 4.5 (no Linux: 4.5 (Mesa 3D 21.0))                                         | 4.6 (no Linux: 4.6 (Mesa 3D 20.0))                      | 4.6 (no Linux: 4.6 (Mesa 3D 20.0))                                                                                   | 4.6 (no Linux: 4.6 (Mesa 3D 20.0))                                                                                   | 4.6 (no Linux: 4.6 (Mesa 3D 20.0))                                                                                   | 4.6 (no Linux: 4.6 (Mesa 3D 20.0))                                                                                   | 4.6 (no Linux: 4.6 (Mesa 3D 20.0))                                                                  | 4.6 (no Linux: 4.6 (Mesa 3D 20.0))                                                                  | 4.6 (no Linux: 4.6 (Mesa 3D 20.0)) |       |       |       |
| Vulkan                       | —                           | —                          | —                          | —                          | —                          | —                          | —                                        | —                                        | —                                        | —                                        | —                                | —                                | —                                | —                                                       | —                                                                          | 1.0 (Win 7+ ou Mesa 17+)                                | 1.2 (Adrenalin 20.1.2, Linux Mesa 3D 20.0) 1.3 (GCN 4 e superior (com Adrenalin 22.1.2, Mesa 22.0))                  | 1.2 (Adrenalin 20.1.2, Linux Mesa 3D 20.0) 1.3 (GCN 4 e superior (com Adrenalin 22.1.2, Mesa 22.0))                  | 1.2 (Adrenalin 20.1.2, Linux Mesa 3D 20.0) 1.3 (GCN 4 e superior (com Adrenalin 22.1.2, Mesa 22.0))                  | 1.2 (Adrenalin 20.1.2, Linux Mesa 3D 20.0) 1.3 (GCN 4 e superior (com Adrenalin 22.1.2, Mesa 22.0))                  | 1.2 (Adrenalin 20.1.2, Linux Mesa 3D 20.0) 1.3 (GCN 4 e superior (com Adrenalin 22.1.2, Mesa 22.0)) | 1.2 (Adrenalin 20.1.2, Linux Mesa 3D 20.0) 1.3 (GCN 4 e superior (com Adrenalin 22.1.2, Mesa 22.0)) | 1.3                                |       |       |       |
| OpenCL                       | —                           | —                          | —                          | —                          | —                          | —                          | —                                        | —                                        | —                                        | —                                        | Close to Metal                   | Close to Metal                   | 1.1 (sem suporte Mesa 3D)        | 1.2 (no Linux: 1.1 (sem suporte de imagem) com Mesa 3D) | 1.2 (no Linux: 1.1 (sem suporte de imagem) com Mesa 3D)                    | 1.2 (no Linux: 1.1 (sem suporte de imagem) com Mesa 3D) | 2.0 (Adrenalin driver no Win7+) (no Linux: 1.1 (sem suporte de imagem) com Mesa 3D, 2.0 com drivers AMD ou AMD ROCm) | 2.0 (Adrenalin driver no Win7+) (no Linux: 1.1 (sem suporte de imagem) com Mesa 3D, 2.0 com drivers AMD ou AMD ROCm) | 2.0 (Adrenalin driver no Win7+) (no Linux: 1.1 (sem suporte de imagem) com Mesa 3D, 2.0 com drivers AMD ou AMD ROCm) | 2.0 (Adrenalin driver no Win7+) (no Linux: 1.1 (sem suporte de imagem) com Mesa 3D, 2.0 com drivers AMD ou AMD ROCm) | 2.0                                                                                                 | 2.1                                                                                                 | ?                                  |       |       |       |
| HSA / ROCm                   | —                           | —                          | —                          | —                          | —                          | —                          | —                                        | —                                        | —                                        | —                                        | —                                | —                                | —                                | —                                                       | —                                                                          | Yes                                                     | Yes | Yes | Yes | Yes | ?                                                                                                   | ?                                                                                                   | ?                                  |       |       |       |
| Decodificação de vídeo ASIC  | —                           | —                          | —                          | —                          | —                          | —                          | —                                        | —                                        | —                                        | —                                        | Avivo/UVD                        | UVD+                             | UVD 2                            | UVD 2.2                                                 | UVD 3                                                                      | UVD 4                                                   | UVD 4.2 | UVD 5.0 ou 6.0 | UVD 6.3 | UVD 7 | VCN 2.0                                                                                             | VCN 3.0                                                                                             | ?                                  |       |       |       |
| Codificação de vídeo ASIC    | —                           | —                          | —                          | —                          | —                          | —                          | —                                        | —                                        | —                                        | —                                        | —                                | —                                | —                                | —                                                       | —                                                                          | VCE 1.0                                                 | VCE 2.0 | VCE 3.0 or 3.1 | VCE 3.4 | VCE 4.0 | VCN 2.0                                                                                             | VCN 3.0                                                                                             | ?                                  |       |       |       |
| Fluid Motion ASIC            | Não                         | Não                        | Não                        | Não                        | Não                        | Não                        | Não                                      | Não                                      | Não                                      | Não                                      | Não                              | Não                              | Não                              | Não                                                     | Não                                                                        | Não                                                     | Yes | Yes | Yes | Yes | Não                                                                                                 | Não                                                                                                 | ?                                  |       |       |       |
| Economia de energia          | ?                           | ?                          | ?                          | ?                          | ?                          | ?                          | ?                                        | ?                                        | ?                                        | ?                                        | PowerPlay                        | PowerPlay                        | PowerPlay                        | PowerPlay                                               | PowerTune                                                                  | PowerTune & ZeroCore Power                              | PowerTune & ZeroCore Power                                                                                           | PowerTune & ZeroCore Power                                                                                           | PowerTune & ZeroCore Power                                                                                           | PowerTune & ZeroCore Power                                                                                           | ?                                                                                                   | ?                                                                                                   | ?                                  |       |       |       |
| TrueAudio                    | —                           | —                          | —                          | —                          | —                          | —                          | —                                        | —                                        | —                                        | —                                        | —                                | —                                | —                                | —                                                       | —                                                                          | —                                                       | Através de DSP dedicado                                                                                              | Através de DSP dedicado                                                                                              | Através de shaders                                                                                                   | Através de shaders                                                                                                   | Através de shaders                                                                                  | ?                                                                                                   | ?                                  |       |       |       |
| FreeSync                     | —                           | —                          | —                          | —                          | —                          | —                          | —                                        | —                                        | —                                        | —                                        | —                                | —                                | —                                | —                                                       | —                                                                          | —                                                       | 1 2 | 1 2 | 1 2 | 1 2 | 1 2                                                                                                 | 1 2                                                                                                 | ?                                  |       |       |       |
| HDCP                         | ?                           | ?                          | ?                          | ?                          | ?                          | ?                          | ?                                        | ?                                        | ?                                        | ?                                        | ?                                | ?                                | ?                                | ?                                                       | ?                                                                          | ?                                                       | 1.4 | 1.4 | 2.2 | 2.2 | 2.3                                                                                                 | 2.3                                                                                                 | 2.3                                |       |       |       |
| PlayReady                    | —                           | —                          | —                          | —                          | —                          | —                          | —                                        | —                                        | —                                        | —                                        | —                                | —                                | —                                | —                                                       | —                                                                          | —                                                       | — | — | 3.0 | Não | 3.0                                                                                                 | ?                                                                                                   | ?                                  |       |       |       |
| Exibições suportadas         |                             |                            |                            |                            |                            | 1–2                        | 2                                        | 2                                        | 2                                        | 2                                        | 2                                | 2                                | 2                                | 2–6                                                     | 2–6                                                                        | 2–6                                                     | 2–6 | 2–6 | 2–6 | 2–6 | ?                                                                                                   | ?                                                                                                   | ?                                  |       |       |       |
| Máx. resolução               | ?                           | ?                          | ?                          | ?                          | ?                          | ?                          | ?                                        | ?                                        | ?                                        | ?                                        | ?                                | ?                                | ?                                | 2–6 × 2560×1600                                         | 2–6 × 2560×1600                                                            | 2–6 × 4096×2160 @ 30 Hz                                 | 2–6 × 4096×2160 @ 30 Hz                                                                                              | 2–6 × 4096×2160 @ 30 Hz                                                                                              | 2–6 × 5120×2880 @ 60 Hz                                                                                              | 3 × 7680×4320 @ 60 Hz                                                                                                | 7680×4320 @ 60 Hz PowerColor                                                                        | 7680×4320 @ 60 Hz PowerColor                                                                        | ?                                  |       |       |       |
| /drm/radeon                  |                             |                            |                            |                            |                            | Yes                        | Yes                                      | Yes                                      | Yes                                      | Yes                                      | Yes                              | Yes                              | Yes                              | Yes                                                     | Yes                                                                        | Yes                                                     | Yes | — | — | — | —                                                                                                   | —                                                                                                   | ?                                  |       |       |       |
| /drm/amdgpu                  | —                           | —                          | —                          | —                          | —                          | —                          | —                                        | —                                        | —                                        | —                                        | —                                | —                                | —                                | —                                                       | —                                                                          | Experimental                                            | Experimental | Yes | Yes | Yes | Yes                                                                                                 | Yes                                                                                                 | ?                                  |       |       |       |
| TeraScale 2 (VLIW5) até 68xx | TeraScale 3 (VLIW4) em 69xx |                            |                            |                            |                            |                            |                                          |                                          |                                          |                                          |                                  |                                  |                                  |                                                         |                                                                            |                                                         | | | | | | |                                    |       |       |       |

1. ↑   A série Radeon 100 possui sombreadores de pixel programáveis, mas não é totalmente compatível com DirectX 8 ou Pixel Shader 1.0. Veja o artigo sobre Pixel shaders do R100.
2. ↑  Os cartões baseados em R300, R400 e R500 não são totalmente compatíveis com OpenGL 2+, pois o hardware não oferece suporte a todos os tipos de texturas não-potência de dois (NPOT).
3. ↑  A conformidade com OpenGL 4+ requer suporte a shaders FP64 e estes são emulados em alguns chips TeraScale usando hardware de 32 bits.
4. 1 2 3  O UVD e o VCE foram substituídos pelo Video Core Next (VCN) ASIC na APU Raven Ridge do Vega.
5. ↑  Processamento de vídeo ASIC para técnica de interpolação de taxa de quadros de vídeo. No Windows funciona como um filtro DirectShow no seu player. No Linux, não há suporte por parte dos drivers e/ou da comunidade.
6. 1 2  Para reproduzir conteúdo de vídeo protegido, também é necessário suporte a cartão, sistema operacional, driver e aplicativo. Um monitor HDCP compatível também é necessário para isso. O HDCP é obrigatório para a saída de certos formatos de áudio, colocando restrições adicionais na configuração de multimídia.
7. ↑  Mais monitores podem ser suportados com conexões DisplayPort nativas ou dividindo a resolução máxima entre vários monitores com conversores ativos.
8. 1 2  DRM (Direct Rendering Manager) é um componente do kernel do Linux. AMDgpu é o módulo do kernel do Linux. O suporte nesta tabela refere-se à versão mais atual.

## Drivers de dispositivos gráficos

### Gráficos proprietários da AMD "Radeon Software" (anteriormente Catalyst)
Em 24 de novembro de 2015, a AMD lançou uma nova versão de seu driver gráfico após a formação do Radeon Technologies Group (RTG) para fornecer amplo suporte de software para suas placas gráficas. Este driver, denominado Radeon Software Crimson Edition, revisa a interface do usuário com Qt, resultando em melhor capacidade de resposta do ponto de vista do design e do sistema. Inclui uma nova interface com um gerenciador de jogos, ferramentas de cronometragem e seções para diferentes tecnologias.
Modificações não oficiais, como drivers Omega e drivers DNA, estavam disponíveis. Esses drivers geralmente consistem em misturas de várias versões de arquivos de driver com algumas variáveis de registro alteradas e são anunciados como oferecendo desempenho superior ou qualidade de imagem. Eles são, é claro, sem suporte e, como tal, não têm garantia de funcionar corretamente. Alguns deles também fornecem arquivos de sistema modificados para entusiastas de hardware executarem placas gráficas específicas fora de suas especificações.[carece de fontes?]

#### Em sistemas operacionais

O AMD Catalyst foi baseado em um blob binário proprietário.

O driver de modo kernel unificado (DRM/KMS) é utilizado pelo Catalyst e pelo Mesa 3D. amdkfd foi integrado no Kernel Linux 3.19.

Radeon Software está sendo desenvolvido para Microsoft Windows e Linux. A partir de janeiro de 2019, outros sistemas operacionais não são oficialmente suportados. Isso pode ser diferente para a marca AMD FirePro, que é baseada em hardware idêntico, mas apresenta drivers de dispositivos gráficos certificados pela OpenGL.
Anteriormente, a ATI oferecia atualizações de driver para suas placas de vídeo e chipsets Macintosh integrados e de varejo. A ATI interrompeu o suporte para Mac OS 9 após as placas Radeon R200, tornando a última placa oficialmente suportada a Radeon 9250. As placas Radeon R100 até Radeon 7200 ainda podem ser usadas com versões Mac OS Classic ainda mais antigas, como System 7, embora não todos os recursos são aproveitados pelo sistema operacional mais antigo.
Desde a aquisição da ATI pela AMD, a ATI não fornece mais ou suporta drivers para Mac OS clássico nem MacOS. Os drivers do macOS podem ser baixados no site de suporte da Apple, enquanto os drivers clássicos do Mac OS podem ser obtidos em sites de terceiros que hospedam os drivers mais antigos para download pelos usuários. A ATI costumava fornecer um painel de preferências para uso no macOS chamado ATI Displays, que pode ser usado com versões de varejo e OEM de seus cartões. Embora ofereça mais controle sobre os recursos avançados do chipset gráfico, o ATI Displays tem funcionalidade limitada em comparação com o Catalyst para Windows ou Linux.

### "Radeon" gratuito e de código aberto de terceiros
A infraestrutura de renderização direta gratuita e de código aberto está em constante desenvolvimento pelos desenvolvedores do kernel do Linux, por entusiastas de programação de terceiros e por funcionários da AMD. É composto por cinco partes:
1. Componente do kernel do Linux DRM
  - esta parte recebeu suporte dinâmico de reclocking no kernel Linux versão 3.12 e seu desempenho tornou-se comparável ao do AMD Catalyst
2. Driver KMS do componente do kernel do Linux: basicamente o driver de dispositivo para o controlador de exibição
3. componente de espaço do usuário libDRM
4. componente de espaço do usuário no Mesa 3D; atualmente, a maioria desses componentes são escritos de acordo com as especificações do Gallium3D.
  - todos os drivers no Mesa 3D com versão 10.x (último 10.6.7) são limitados a partir de setembro de 2014 para OpenGL versão 3.3 e OpenGL ES 3.0.
  - todos os drivers no Mesa 3D com versão 11.x (último 11.2.2) são a partir de maio de 2016 limitados a OpenGL versão 4.1 e OpenGL ES 3.0 ou 3.1 (11.2+).
  - todos os drivers no Mesa 3D com versão 12.x (em junho de 2016) podem suportar OpenGL versão 4.3.[52]
  - todos os drivers no Mesa 3D com versão 13.0.x (em novembro de 2016) podem suportar OpenGL 4.4 e não oficial 4.5.
  - todos os drivers no Mesa 3D com versão 17.0.x (em janeiro de 2017) podem suportar OpenGL 4.5 e OpenGL ES 3.2
  - Suporte real de hardware para diferentes versões do MESA, consulte: glxinfo[53]
  - AMD R600/700 desde Mesa 10.1: OpenGL 3.3+, OpenGL ES 3.0+ (+: mais alguns recursos de níveis superiores e versão Mesa)
  - AMD R800/900 (Evergreen, Northern Islands): OpenGL 4.1+ (Mesa 13.0+), OpenGL ES 3.0+ (Mesa 10.3+)
  - AMD GCN (Southern/Sea Islands e mais recente): OpenGL 4.5+ (Mesa 17.0+), OpenGL ES 3.2+ (Mesa 18.0+), Vulkan 1.0 (Mesa 17.0+), Vulkan 1.1 (GCN 2nd Gen+, Mesa 18.1+)
5. um driver de dispositivo gráfico 2D especial e distinto para o X.Org Server, que finalmente será substituído pelo Glamor
6. OpenCL com GalliumCompute (Clover anterior) não está totalmente desenvolvido em 1.0, 1.1 e apenas partes de 1.2. Alguns testes de conformidade OpenCL falharam em 1.0 e 1.1, a maioria em 1.2. ROCm é desenvolvido pela AMD e Open Source. O OpenCL 1.2 é totalmente compatível com a linguagem OpenCL 2.0. Apenas CPU ou GCN-Hardware com PCIe 3.0 são suportados. Portanto, o GCN 3rd Gen. ou superior está aqui totalmente utilizável para o software OpenCL 1.2.

#### Recursos compatíveis
O driver gratuito e de código aberto oferece suporte a muitos dos recursos disponíveis em placas e APUs da marca Radeon, como gráficos híbridos ou multi-monitor.

#### Linux
Os drivers gratuitos e de código aberto são desenvolvidos principalmente no Linux e para Linux.

#### Outros sistemas operacionais
Sendo um software totalmente gratuito e de código aberto, os drivers gratuitos e de código aberto podem ser transferidos para qualquer sistema operacional existente. Se eles foram, e até que ponto depende inteiramente da mão-de-obra disponível. O suporte disponível deve ser referenciado aqui.
O FreeBSD adotou o DRI e, como o Mesa 3D não é programado para Linux, ele deve ter suporte idêntico.[carece de fontes?]
MorphOS suporta aceleração 2D e 3D para chipsets Radeon R100, R200 e R300.
AmigaOS 4 suporta Radeon R100, R200, R300, R520 (série X1000), R700 (série HD 4000), série HD 5000 (Evergreen), série HD 6000 (Northern Islands) e série HD 7000 (Southern Islands). O driver RadeonHD AmigaOS 4 foi desenvolvido por Hans de Ruiter financiado e de propriedade da A-EON Technology Ltd. Os drivers R100 e R200 "ATIRadeon" mais antigos para AmigaOS, originalmente desenvolvidos pela Forefront Technologies, foram adquiridos pela A- EON Tecnologia Ltda em 2015.
No passado, a ATI fornecia hardware e documentação técnica para o Projeto Haiku para produzir drivers com 2D completo e suporte de entrada/saída de vídeo em chipsets Radeon mais antigos (até R500) para Haiku. Um novo driver Radeon HD foi desenvolvido com a orientação não oficial e indireta dos engenheiros de código aberto da AMD e atualmente existe em versões recentes do Haiku. O novo driver Radeon HD oferece suporte à configuração de modo nativo no R600 por meio das GPUs da Southern Islands.

## GPUs integradas
A AMD (e sua antecessora ATI) lançou uma série de GPUs incorporadas voltadas para dispositivos médicos, de entretenimento e de exibição.
| Modelo                 | Lançamento | Shaders (Compute Units) | Precisão única de potência FP | Memória      | Banda de memória com | Clock de memória | Versão OpenGL | Versão OpenCL | Versão DirectX | Vulkan | UVD | Power   | Saída                |
| ---------------------- | ---------- | ----------------------- | ----------------------------- | ------------ | -------------------- | ---------------- | ------------- | ------------- | -------------- | ------ | --- | ------- | -------------------- |
| E9550 (Polaris, GCN 4) | 2016-09-27 | 2304 (36 CU)            | 5834 GFLOPS                   | 8 GB GDDR5   | 256 Bit              | 2000 MHz         | 4.5           | 2.0           | 12             | 1.1    | 6.3 | 95 Watt | MXM-B                |
| E9260 (GCN 4)          | 2016-09-27 | 896 (14 CU)             | 2150 GFLOPS                   | 4 GB GDDR5   | 128 Bit              | 1750 MHz         | 4.5           | 2.0           | 12             | 1.1    | 6.3 | 50 W    | PCIe 3.0, MXM-A      |
| E9171 MCM (GCN 4)      | 2017-10-03 | 512 (8 CU)              | 1248 GFLOPS                   | 4 GB GDDR5   | 128 Bit              | 1500 MHz         | 4.5           | 2.0           | 12             | 1.1    | 6.3 | 40 W    | PCIe 3.0 x8          |
| E9172 MXM (GCN 4)      | 2017-10-03 | 512 (8 CU)              | 1248 GFLOPS                   | 2 GB GDDR5   | 64 Bit               | 1500 MHz         | 4.5           | 2.0           | 12             | 1.1    | 6.3 | 35 W    | MXM-A 3.0            |
| E9173 PCIe (GCN 4)     | 2017-10-03 | 512 (8 CU)              | 1248 GFLOPS                   | 2 GB GDDR5   | 64 Bit               | 1500 MHz         | 4.5           | 2.0           | 12             | 1.1    | 6.3 | 35 W    | PCIe 3.0 x8          |
| E9174 MXM (GCN 4)      | 2017-10-03 | 512 (8 CU)              | 1248 GFLOPS                   | 4 GB GDDR5   | 128 Bit              | 1500 MHz         | 4.5           | 2.0           | 12             | 1.1    | 6.3 | 50 W    | MXM-A 3.0            |
| E9175 PCIe (GCN 4)     | 2017-10-03 | 512 (8 CU)              | 1248 GFLOPS                   | 4 GB GDDR5   | 128 Bit              | 1500 MHz         | 4.5           | 2.0           | 12             | 1.1    | 6.3 | 50 W    | PCIe 3.0 x8          |
| E8950 (GCN 3)          | 2015-09-29 | 2048 (32 CU)            | 3010 GFLOPS                   | 8 GB GDDR5   | 128 Bit              | 1500 MHz         | 4.5           | 2.0           | 12             | 1.1    | 4.2 | 95 W    | MXM-B                |
| E8870 (GCN 2)          | 2015-09-29 | 768 (12 CU)             | 1536 GFLOPS                   | 4 GB GDDR5   | 128 Bit              | 1500 MHz         | 4.5           | 2.0           | 12             | 1.1    | 4.2 | 75 W    | PCIe 3.0, MXM-B      |
| E8860 (GCN 1)          | 2014-01-25 | 640 (10 CU)             | 800 GFLOPS                    | 2 GB GDDR5   | 128 Bit              | 1125 MHz         | 4.5           | 1.2           | 12.0           | 1.0    | 3.1 | 37 W    | PCIe 3.0, MXM-B      |
| E6760 (Turks)          | 2011-05-02 | 480 (6 CU)              | 576 GFLOPS                    | 1 GB GDDR5   | 128 Bit              | 800 MHz          | 4.3           | 1.2           | 11             | N/A    | 3.0 | 35 W    | PCIe 2.1, MXM-A, MCM |
| E6465 (Caicos)         | 2015-09-29 | 160 (2 CU)              | 192 GFLOPS                    | 2 GB GDDR5   | 64 Bit               | 800 MHz          | 4.5           | 1.2           | 11.1           | N/A    | 3.0 | < 20 W  | PCIe 2.1, MXM-A, MCM |
| E6460 (Caicos)         | 2011-04-07 | 160 (2 CU)              | 192 GFLOPS                    | 512 MB GDDR5 | 64 Bit               | 800 MHz          | 4.5           | 1.2           | 11.1           | N/A    | 3.0 | 16 W    | PCIe 2.1, MXM-A, MCM |
| E4690 (RV730)          | 2009-06-01 | 320 (4 CU)              | 388 GFLOPS                    | 512 MB GDDR3 | 128 Bit              | 700 MHz          | 3.3           | 1.0           | 10.1           | N/A    | 2.2 | 30 W    | MXM-II               |
| E2400 (RV610)          | 2006-07-28 | 40 (2 CU)               | 48 GFLOPS                     | 128 MB GDDR3 | 64 Bit               | 700 MHz          | 3.3           | ATI Stream    | 10.0           | N/A    | 1.0 | 25 W    | MXM-II               |

## Memória Radeon
Em agosto de 2011, a AMD expandiu o nome Radeon para incluir módulos de memória de acesso aleatório na linha AMD Memory. Os lançamentos iniciais incluíam 3 tipos de módulos SDRAM DDR3 de 2GiB: Entertainment (1333 MHz, CL9 9-9), UltraPro Gaming (1600 MHz, CL11 11-11) e Enterprise (especificações a serem determinadas).
Em 08/05/2013, a AMD anunciou o lançamento da memória Radeon RG2133 Gamer Series.
A memória Radeon R9 2400 Gamer Series foi lançada em 16/01/2014.

### Produção
Dataram Corporation está fabricando RAM para AMD.[carece de fontes?]

## Radeon RAMDisk
Em 06/09/2012, a Dataram Corporation anunciou que firmou um contrato formal com a AMD para desenvolver uma versão da marca AMD do software RAMDisk da Dataram sob o nome Radeon RAMDisk, visando entusiastas de jogos que buscam melhorias exponenciais nos tempos de carregamento do jogo, levando a uma melhoria experiência de jogo. A versão freeware do software Radeon RAMDisk suporta Windows Vista e posterior com memória mínima de 4GiB e suporta disco RAM máximo de 4GiB (6GiB se AMD Radeon Value, Entertainment, Performance Edition ou produtos instalados e Radeon RAMDisk estiver ativado entre 2012-10-10 e 2013-10-10). A versão de varejo suporta tamanho de disco RAM entre 5MiB a 64GiB.

### Histórico da versão
A versão 4.1 foi lançada em 2013-05-08.

### Production
Em 02/04/2014, a Dataram Corporation anunciou que assinou um acordo com a Elysium Europe Ltd. para expandir a penetração de vendas na Europa, Oriente Médio e África. De acordo com este Contrato, a Elysium está autorizada a vender o software AMD Radeon RAMDisk. Elysium está se concentrando em varejistas, varejistas, construtores de sistemas e distribuidores.

## Radeon SSD
A AMD planejou entrar no mercado de unidades de estado sólido com a introdução de modelos R7 alimentados pelo controlador Indilinx Barefoot 3 e memória flash Toshiba 19 nm MLC, e inicialmente disponível em capacidades de 120G, 240G e 480G. O SSD da série R7 foi lançado em 2014-08-09, que incluía memória flash A19 MLC NAND da Toshiba, controlador Indilinx Barefoot 3 M00. Esses componentes são os mesmos do modelo SSD OCZ Vector 150.